# راین (کرمان)
رایِن شهری تاریخی و توریستی در استان کرمان و در دامنهٔ کوه هزار است. این شهر مرکز بخش راین از توابع شهرستان کرمان است و در جنوب شرقی کرمان قرار گرفته‌است. شهر راین یکی از شهرهای خوش آب و هوا و ییلاقی استان کرمان محسوب می‌شود که در ارتفاع ۲۲۱۸ متری از سطح دریا قرار گرفته‌است و از شهرهای مرتفع استان کرمان به شمار می‌آید. جمعیت راین بر اساس سرشماری در سال ۱۳۹۵ (هـ.خ)، ۱۰,۲۸۶ نفر بوده‌است.

## ممنوعیت تغییر در بافت تاریخی
ممنوعیت تغییر در بافت تاریخی شهر راین در تمامی بافت‌های تاریخی شهر راین قابل اجراست مخصوصاً در بافت تاریخی خیابان شریعتی معروف به باغ‌بالا (بلوار افلاطون‌خان) و شهرداری راین حق ندارد در این زمینه تغییراتی مانند تعریض کوچه، خیابان و سایر اقداماتی که منجر به تخریب بافت تاریخی شهر راین می‌شوند را انجام دهد، این ممنوعیت بخاطر جلوگیری از تخریب بافت تاریخی شهر راین توسط شهرداری راین، ایجاد شده‌است.
وزارت میراث فرهنگی در مورد بافت تاریخی شهر راین نامه‌ای با این مضمون به استانداری کرمان نوشت: «همچنین بر اساس بند ۲-۳ بخش الف دستورالعمل نحوه تعیین آستانه‌های مغایرت اساسی طرح‌های توسعه و عمران شهری شورای عالی شهرسازی و معماری ایران مصوب ۱۳۹۴/۶/۳۰ که اشعار می‌دارد هرگونه تغییر در نقش و عملکرد و عرض شبکه معابر و بازگشایی معبر جدید و یا حذف معابر موجود در بافت‌های تاریخی مغایرت اساسی است. لذا تغییر در خیابان شریعتی و امتداد آن در بافت تاریخی بلوار افلاطون مشمول بند فوق بوده و مجاز نمی‌باشد.»

## تاریخچه و وجه تسمیه
نام این شهر در گذشته رائین بوده‌است. رائین نام یکی از سرداران بزرگ و شجاع اردشیر دوم، پادشاه ساسانی بوده‌است. رائین در لغت به معنای قنات با شیب ملایم است. این شهر در مسیر بزرگراه شرق به غرب قرار داشته و به عنوان یک منزلگاه مهم مورد توجه بوده‌است. راین با قدمت و تمدن کهن در زمان ساسانیان بواسطه قرار گرفتن در مسیر بزرگراه غرب به شرق موقعیتی مناسب داشته و یکی از مراکز دادوستد کالا و همچنین بافت پارچه‌های ارزشمندی بوده‌است که حتی به مناطق دور مانند مصر نیز صادر می‌شد. این منطقه در گذشته یکی از مراکز ساخت صنایع دفاعی مانند شمشیر و تفنگ نیز بوده‌است. وزیری مؤلف کتاب جغرافیای کرمان، راین را چنین توصیف کرده‌است: «باغستانی فسیح، مرغزاری بدیع آبش با سلسبیل برادر و هوایش با فردوس برابر. در خوبی آب وهوا همچون جنت المأوا، در صفا و فضا بی مثل و همتا.»

## جغرافیا و آب و هوا
راین در فاصله ۱۰۰ کیلومتری جنوب شرقی کرمان و بر دامنه کوه هزار قرار دارد. جمعیت این شهر بنا به سرشماری سال ۱۳۹۵ تعداد ۱۵٬۶۷۲ نفر است. ارتفاع شهر راین از سطح دریا ۲۲۱۸ متر است. آب و هوای راین معتدل کوهستانی است و زمستان‌های سرد و تابستان‌های خنک دارد. این شهر در دامنه کوه بلند هزار، چهارمین کوه بلند ایران قرار دارد.

## فضای سبز شهری
- پارک قائم
- پارک ولیعصر

## جاذبه های گردشگری

### جاذبه های تاریخی
- ارگ راین: دومین بنای خشتی بزرگ جهان پس از ارگ بم با مساحت تقریبی ۲۲٬۰۰۰ متر مربع در شهر راین قرار دارد.

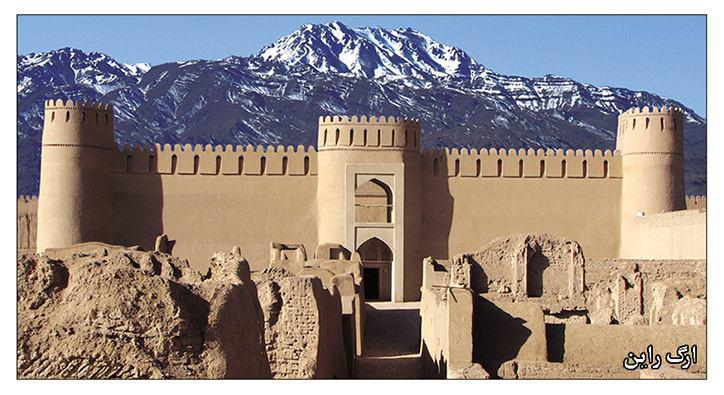
نمایی از ارگ تاریخی راین

- خانه تاریخی لطفعلی‌خان: خانه لطفعلی خان راین مربوط به دوره قاجار است و در راین، خیابان ۱۷ شهریور واقع شده و این اثر در تاریخ ۱۲ بهمن ۱۳۸۱ با شماره ی ثبت ۷۲۸۸ به‌عنوان یکی از آثار ملی ایران به ثبت رسیده است.
- خانه تاریخی والی: خانه والی (راین) مربوط به دوره قاجار است و در راین، کوچه خان‌ها واقع شده و این اثر در تاریخ ۷ مهر ۱۳۸۱ با شماره ی ثبت ۶۱۱۷ به‌عنوان یکی از آثار ملی ایران به ثبت رسیده است.
- خانه تاریخی شهرداری: خانه شهرداری مربوط به دوره قاجار است و در راین، بلوار افلاطون، کوچه شماره ۱، اولین خانه، سمت راست واقع شده و این اثر در تاریخ ۷ اسفند ۱۳۸۶ با شماره ی ثبت ۲۱۴۶۱ به‌عنوان یکی از آثار ملی ایران به ثبت رسیده است.
- خانه تاریخی جواد خان میرحسینی[۷]

### جاذبه های طبیعی
- بلوار افلاطون‌خان
- روستای گردشگری گروه

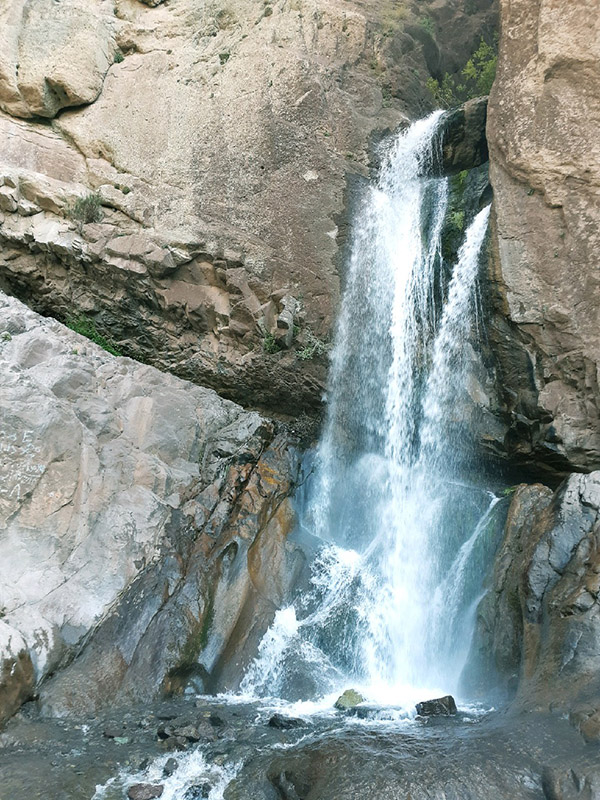
آبشار راین

- کوه هزار: کوه هزار چهارمین قله مرتفع ایران[۸] و مرتفع‌ترین قله جنوب ایران است. روستاهای دامنه کوه هزار، با آب و هوایی دلپذیر در فصل بهار و تابستان پذیرای میهمانان زیادی می‌باشند. مرتفع‌ترین روستای مسکونی ایران، روستای باب زنگی (درزنگی) با ارتفاع بیش از ۳۳۰۰ متر در کوه هزار قرار دارد.

- درختان بلوار افلاطون‌خان: از دیگر جاذبه‌های این شهر است که نظر هر مسافری را جلب می‌کند. وجود درختان بسیار در بلوار افلاطون است که زیبایی خاصی به آن بخشیده‌است.[۹]

- سرو چهارصد سالهٔ راین: این سرو در خیابان طالقانی این شهر روبروی امامزاده زید قرار دارد.[۱۰]

### آبشار راین
آبشار راین آبشاری در دامنه‌های کوه هزار است. این آبشار یکی از جاذبه‌های طبیعی گردشگری است.
این آبشار که به نام «زر رود» هم شناخته می‌شود در ۱۴ کیلومتری جنوب غربی راین و بر دامنه‌های جبههٔ شرقی کوه هزار فرو می‌ریزد. آبشار زر رود از ریزش رودخانه‌ای پدید می‌آید که سرچشمه‌های آن در ارتفاعات بالادست و از دل دامنه‌ها و دیواره‌های برف گیر هزار همچون تاج خروس جریان می‌یابد. آبشار راین طی ۴ مرحله فرو می‌ریزد که مرحلهٔ اول ۳ متر و پس از آن ۴ متر، مرحله سوم از لبه پرتگاه تا نقطه‌ای که سنگ بزرگی در دیواره‌ها قفل شده و مرحلهٔ بعد ریزش از سنگ بزرگ تا کف سنگی حوضچهٔ آبشار و پخش آب بر دیواره سنگی شیب دار و حرکت در لابه لای بیدها و کنارهٔ دیواره بلند سنگی است.
به دلیل وجود شیاری در محل ریزش آب، حرکت نمودن در پشت آبشار و لذت بردن از خنکای ذرات آب تجربه‌ای مثال زدنی را به وجود می‌آورد که این تجربه در زمستان تبدیل به یخ نوردی ساده و هیجان‌آور می‌گردد. همچنین مسیر اصلی صعود، به قله از دامنه روبروی آبشار آغاز می‌شود. مسیر حرکت تا ارتفاع ۳۲۰۰ متری در حاشیهٔ رودخانه ادامه دارد و پونه‌ها و گل‌های وحشی طول راه را دربر گرفته‌اند خاطرنشان کرد: این صحنه یکی از زیباترین و شکوهمندترین مسیرهای کوهپیمایی استان کرمان را به وجود آورده‌است.

## صنایع دستی
شمشیر، اسلحه، قندشکن، داس، ساطور، قفل، خنجر، قیچی، انبر و همچنین تاج علم‌های عزاداری از دیگر ساخته‌های فلزکاران این منطقه‌است. صنعت قالیبافی نیز در راین رواج دارد.